# 异叶灰气藓
异叶灰气藓（学名：Aerobryopsis cochlearifolia）为蔓藓科灰气藓属下的一个种。